# Josiah Royce
Josiah Royce (Grass Valley, 20 novembre 1855 – Boston, 14 settembre 1916) è stato un filosofo statunitense.

## Biografia
Royce, nato a Grass Valley, crebbe nella California dei pionieri subito dopo l'inizio del periodo della corsa all'oro. Nel 1875 conseguì il B.A. dall'Università della California a Berkeley dove svolse anche lezioni di lingua e letteratura inglese e di retorica. Dopo qualche tempo si recò in Germania, dove seguì le lezioni di Hermann Lotze. Nel 1878 la nuova Johns Hopkins University gli conferì il dottorato in filosofia. Royce tenne corsi di storia della filosofia tedesca, che fu «uno dei suoi principali interessi», perché era in grado di tenere in alta considerazione la filosofia della storia.
In seguito insegnò filosofia, in primo luogo presso l'Università della California, a Berkeley, in seguito ad Harvard dal 1882 fino alla sua morte, grazie anche ai buoni uffici di William James, che fu allo stesso tempo amico di Royce e suo antagonista in filosofia.
Royce, fra tutti i grandi filosofi americani fu l'unico a trascorrere un significativo periodo della sua vita studiando e scrivendo di storia, in particolare del West americano: «come uno dei quattro giganti della filosofia americana del suo tempo […] Royce superò se stesso come storico sia in reputazione e sia per gli scritti».
Durante i primi tre anni ad Harvard, Royce insegnò ad altri professori diverse materie come la stesura di scritti, l'argomentazione giuridica, la psicologia e la filosofia. Nel 1892 fu nominato professore ordinario. Durante questo periodo soffrì di un esaurimento nervoso che lo costrinse a ritirarsi per un semestre in cui, però, compose la maggior parte dei suoi scritti storici.
Nel 1883 Royce fu contattato da una casa editrice che gli chiese di scrivere la storia dello Stato della California. «In considerazione della precaria situazione ad Harvard e del suo desiderio di proseguire la ricerca filosofica per cui era venuto negli Stati della costa orientale, Royce trovò la prospettiva attraente […]. Egli scrisse ad un amico che era "tentato dal denaro"».
Royce considerò questo impegno come un progetto parallelo che avrebbe potuto usare per sfruttare il suo tempo libero. Royce trascorse un considerevole periodo di tempo a scrivere storie della California, e trovò la cosa così piacevole che iniziò a scrivere romanzi ambientati in California, nei quali riusciva a includere le sue idee filosofiche. Tali opere vennero considerate come «la controparte romanzesca della sua storia, in cui sviluppò temi filosofici». Nel 1891 la sua carriera di storico ebbe fine, ma non prima di aver pubblicato diversi romanzi, recensioni di volumi di storia della California ed articoli per riviste.

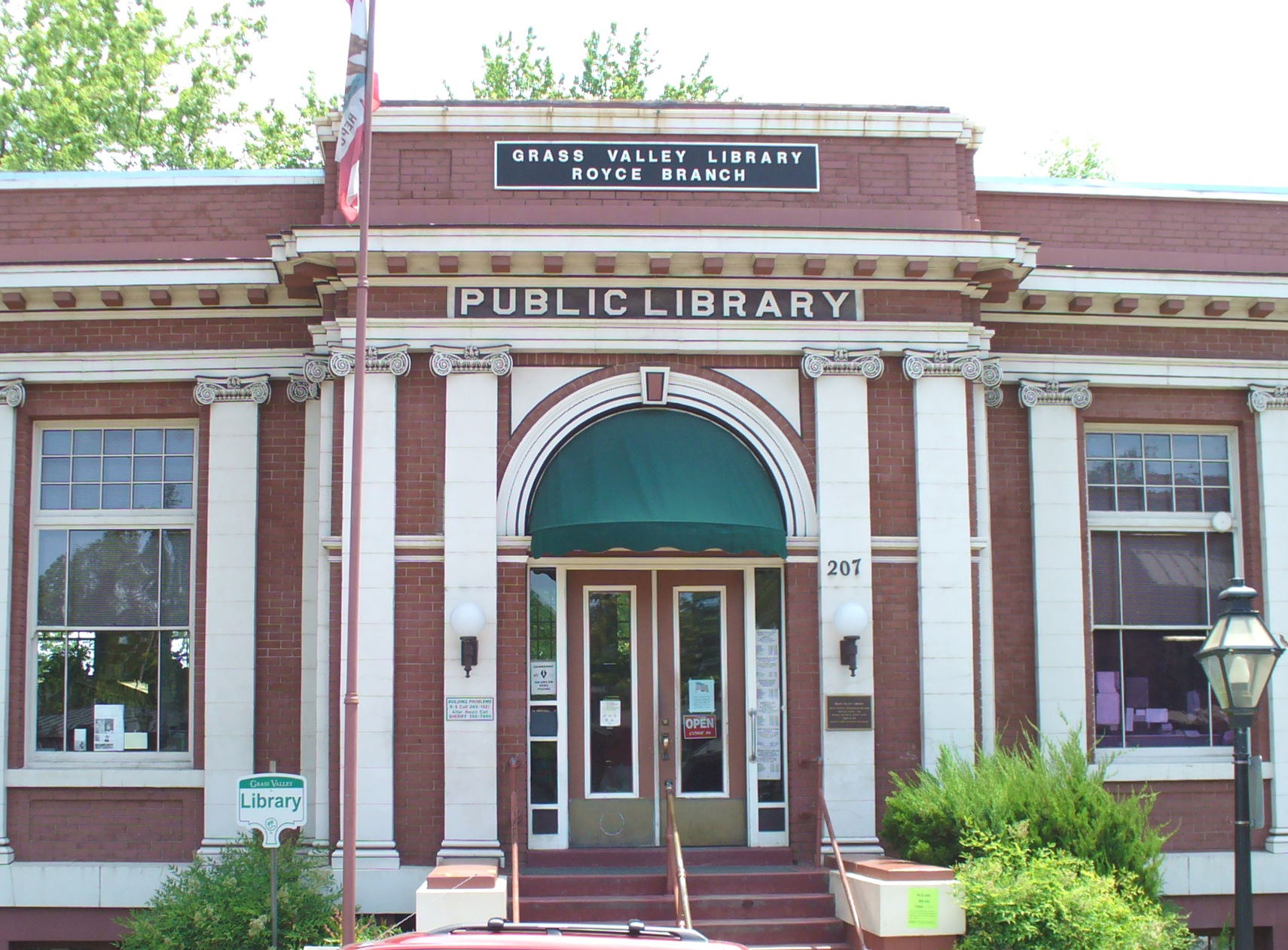
Royce Library in Grass Valley, California

Fautore di una fusione fra la tradizione del soggettivismo berkeleiano e la problematica delle filosofie dello spirito post-kantiane e neo-hegeliane, egli non fu tuttavia immune dall'influsso del pragmatismo, come si vede per esempio dall'interpretazione che dà del Cristianesimo, inteso e spiegato nella sua funzione di vincolo etico-sociale della comunità dei credenti.

## Il pensiero e le opere
Le due opere basilari del pensiero di Royce sono The World and the Individual (1899-1901) e The Problem of Christianity (1913). In entrambe queste opere sono riportati cicli di lezioni conosciute rispettivamente come le "Gifford Lectures" tenute presso la Università di Aberdeen e le "Hibbert Lectures" tenute presso la Hibbert Trust fondata dal Unitarianista Robert Hibbert .
Il cuore della filosofia idealista di Royce è nella sua tesi secondo cui il mondo in apparenza esterno ha un'esistenza reale solo sotto una specie di conoscenza presso un Conoscitore ideale, e questo Conoscitore deve essere reale e non meramente ipotetico. Royce ha portato vari argomenti a sostegno di questa tesi nelle sue opere più importanti. Pare che egli non abbia mai ripudiato questo punto di vista, anche se le sue ultime opere sono dedicate all'esposizione della filosofia della comunità.
Il filosofo inizia il suo percorso di indagine dal significato delle idee, distinguendo fra il fine ed il riferimento con la realtà. Un'idea non è solo un processo dell'intelletto, bensì è frutto di un processo di volontà. L'idea, compresa quella scientifica, è la manifestazione di uno sforzo della volontà che cerca la propria definizione, la propria determinazione, tendendo a trovare nel proprio oggetto il suo stesso fine.
Ma ciò che l'individuo cerca di conoscere, attimo dopo attimo, deve avere una sua esistenza all'interno di una Coscienza collettiva assoluta.
In questa dimensione assoluta Royce rileva la presenza dei limiti del mondo, come l'ignoranza e l'errore, ma anche la soluzione per correggerli.

Quindi ogni coscienza finisce per identificarsi con l'Assoluto, senza annichilirsi, ma, anzi completandosi.
Nella seconda parte dell'opera, Royce fa sua la teoria dei numeri elaborata da Cantor per dimostrare che, così come i numeri e una perfetta carta geografica sono sistemi autorappresentativi, in cui il tutto che essa raffigura viene rappresentato in parti sempre più piccole in maniera ricorsiva (come nell'effetto Droste), anche la Coscienza assoluta lo è.

L'Assoluto conserva, in modo intatto, la molteplicità delle relazioni fra l'uno e i molti ed ecco perché è autorappresentativo.
Il pensiero di Royce si sviluppa nella opere successive per approdare ad un punto di arrivo nel Problema del cristianesimo (1913).
In quest'opera definisce una terza forma di conoscenza, oltre al pensiero e alla percezione: è l'interpretazione, tramite la quale il soggetto può riconoscere i segni costituenti l'universo.
Royce sostiene che il singolo cristiano non può da solo raggiungere la verità, perciò il regno dei cieli si realizza solo nella chiesa, cioè nella comunità dei fedeli.
Il concetto di comunità, di «Grande Comunità» ritorna nelle ultime sue opere, associato al nucleo costituente l'ordine morale che rappresenta il punto di riferimento per l'essere umano.
Ne Lo spirito della filosofia moderna (1932) Royce mira a dimostrare che solo la filosofia idealista può risolvere i problemi più impellenti della società contemporanea: l'unica verità è il Logos universale, l'Io unitario che pensa il mondo, e del quale noi siamo parte organica: tutti gli io finiti esistono nell'Io infinito, che ne è l'essenza, e, pur dentro la loro finitezza, lo realizzano e lo esprimono. Il Logos è condizione assoluta dell'intelligibilità del mondo e insieme della possibilità di un ordine morale. Le coscienze individuali si organizzano nell'unità della Vita divina, dell'Io sovrapersonale che le integra tutte.

## Opere principali
- The Spirit of Modern Philosophy - Lo spirito della filosofia moderna, del 1892.
- The World and the Individual - Il mondo e l'individuo, in due volumi, del 1900-1901.
- Philosophy of Loyalty - filosofia della fedeltà, 1908
- The Problem of Christianity - Il problema del cristianesimo, del 1913.